# Каровіллі
Каровіллі (італ. Carovilli) — муніципалітет в Італії, у регіоні Молізе,  провінція Ізернія.
Каровіллі розташоване на відстані близько 155 км на схід від Рима, 35 км на північний захід від Кампобассо, 15 км на північний схід від Ізернії.
Населення — 1377 осіб (2014).
Щорічний фестиваль відбувається 19 липня. Покровитель — святий Степан del Lupo.

## Демографія
Населення за роками:

Станом на 1 січня 2023 року в муніципалітеті офіційно проживало 15 іноземців з 10 країн, серед них 5 громадян країн Євросоюзу.

## Сусідні муніципалітети
- Аньоне
- Міранда
- Песколанчіано
- Рокказікура
- Вастоджирарді